# アストゥリアス公

アストゥリアス公紋章

モントブランク公としての紋章

サルベラ伯及びバラゲー領主としての紋章

アストゥリアス公（アストゥリアスこう、スペイン語: Príncipe de Asturias）、アストゥリアス女公（スペイン語: Príncesa de Asturias）は、スペイン国王の推定相続人に与えられる称号。スペイン皇太子に相当するが、該当する人物（性別不問）が王家に居ないときは、スペイン国外にいる権利者がこの称号を帯びることもある。推定相続人以外の王子・王女にはインファンテ（infante）、インファンタ（infanta）の称号が与えられる。
フランシスコ・フランコが王政復古を前提にフアン・カルロスを後継者とした際には、アストゥリアス公ではなくスペイン公（Príncipe de España）の称号を用いた。
現在は1978年憲法第57条第2項で、国王の推定相続人に与えられることが規定されており、フェリペ6世の長女レオノールがこの称号を有している。

## 起源
世継ぎにこうしたプリンシペ（príncipe）系の称号を名乗らせる慣習は、イングランドの皇太子がプリンス・オブ・ウェールズ(「ウェールズ公」）を名乗るという慣習を直接のモデルとして、14世紀に始まったものである。カスティーリャ王ペドロ1世が庶兄のエンリケ2世に殺された後、カスティーリャ王位はトラスタマラ家とペドロ1世の婿のランカスター公ジョン・オブ・ゴーントの間で争われ、20年に及ぶ内戦となった。この紛争の妥協策として出てきたのが両家の婚姻である。具体的には後のエンリケ3世とその妃でジョン・オブ・ゴーントの娘カタリナがそれぞれ「アストゥリアス公」「アストゥリアス公妃」の称号を名乗り、アストゥリアス公領を得たのである。アストゥリアス公領がこうした特別な立場に置かれた背景には、イベリア半島がムスリムに支配されていた時代にアストゥリアス王国がキリスト教徒の最後の牙城となり、後にレオン王国、カスティーリャ王国、そしてスペイン王国へと発展していった直接の母体ともなったという歴史にちなんでいる。
のちに、カスティーリャの皇太子が自動的にアストゥリアス公領を得るという慣習はカトリック両王の意向で廃止され、アブスブルゴ朝やボルボン朝のスペインにおける「アストゥリアス公」は、単なる儀礼称号である。

## 従属称号
1978年憲法第57条第2項は、国王の推定相続人は「アストゥリアス公」の他に「スペイン王位継承者に伝統的に結びついた称号」を有すると規定している。具体的にはジローナ公、モントブランク公、ビアナ公、サルベラ伯、バラゲー領主である。ジローナ公とモントブランク公はアラゴン王国、ビアナ公はナバラ王国の王位継承権第1位の王族が保持した称号である。サルベラ伯とバラゲー領主はカタルーニャ貴族としての称号で、前者はバレンシア、後者はマヨルカにそれぞれ由来する。

## アストゥリアス皇太子賞
1981年よりアストゥリアス公財団は様々な分野で目覚ましい成果を挙げた人物に「アストゥリアス皇太子賞」を授与している。

## アストゥリアス公一覧

### トラスタマラ家
| 肖像 | 名前                             | 生没年                         | 付記                                                               |
| ---- | -------------------------------- | ------------------------------ | ------------------------------------------------------------------ |
|      | エンリケ 1388年 - 1390年         | 1379年10月4日 - 1406年12月25日 | カスティーリャ王フアン1世の長男。後のカスティーリャ王エンリケ3世。 |
|      | マリア 1402年 - 1405年           | 1401年9月1日 - 1458年10月4日   | エンリケ3世の長女。後のアラゴン王妃。                              |
|      | フアン 1405年 - 1406年           | 1405年3月6日 - 1454年7月20日   | マリアの弟。後のカスティーリャ王フアン2世。                        |
|      | カタリーナ 1423年 - 1424年       | 1422年10月5日 - 1424年9月17日  | フアン2世の長女。                                                  |
|      | レオノール 1424年 - 1425年       | 1423年9月10日 - 1425年8月22日  | カタリナの妹。                                                     |
|      | エンリケ 1425年 - 1454年         | 1425年1月25日 - 1474年12月11日 | レオノールの弟。後のカスティーリャ王エンリケ4世。                  |
|      | フアナ 1462年 - 1464年           | 1462年2月21日 - 1530年2月12日  | エンリケ4世の娘。                                                  |
|      | アルフォンソ 1464年 - 1468年     | 1453年11月17日 - 1468年7月5日  | フアナの叔父。後のカスティーリャ対立王アルフォンソ12世。           |
|      | イサベル 1468年 - 1470年         | 1451年4月22日 - 1504年11月26日 | アルフォンソの姉。後のカスティーリャ女王イサベル1世。              |
|      | フアナ 1470年 - 1475年（再承）   | 1462年2月21日 - 1530年2月12日  | イサベル1世の姪。後のポルトガル王妃。                              |
|      | イサベル 1476年 - 1480年         | 1470年10月2日 - 1498年8月23日  | フアナの従妹。イサベル1世の長女。                                  |
|      | フアン 1480年 - 1497年           | 1478年6月28日 - 1497年10月4日  | イサベルの弟。                                                     |
|      | イサベル 1497年 - 1498年（再承） | 1470年10月2日 - 1498年8月23日  | フアンの姉。ポルトガル王妃。                                       |

### アビス＝ベージャ家
| 肖像 | 名前                   | 生没年                        | 付記             |
| ---- | ---------------------- | ----------------------------- | ---------------- |
|      | ミゲル 1498年 - 1500年 | 1498年8月23日 - 1500年7月19日 | イサベルの息子。 |

### トラスタマラ家
| 肖像 | 名前                   | 生没年                        | 付記                                                      |
| ---- | ---------------------- | ----------------------------- | --------------------------------------------------------- |
|      | フアナ 1502年 - 1504年 | 1479年11月6日 - 1555年4月12日 | ミゲルの叔母。後のカスティーリャ・アラゴン女王フアナ1世。 |

### アブスブルゴ家
| 肖像 | 名前                                   | 生没年                         | 付記                                                  |
| ---- | -------------------------------------- | ------------------------------ | ----------------------------------------------------- |
|      | カルロス 1504年 - 1516年               | 1500年2月24日 - 1558年9月21日  | フアナ1世の長男。後のスペイン王カルロス1世。          |
|      | フェリペ 1528年 - 1556年               | 1527年5月21日 - 1598年9月13日  | カルロス1世の長男。後のスペイン王フェリペ2世。        |
|      | カルロス 1556年 - 1568年               | 1545年7月8日 - 1568年7月24日   | フェリペ2世の長男。                                   |
|      | フェルナンド 1571年 - 1578年           | 1571年12月4日 - 1578年10月18日 | カルロスの弟。                                        |
|      | ディエゴ 1578年 - 1582年               | 1575年7月12日 - 1582年11月21日 | フェルナンドの弟。                                    |
|      | フェリペ 1582年 - 1598年               | 1578年4月14日 - 1621年3月31日  | ディエゴの弟。後のスペイン王フェリペ3世。             |
|      | フェリペ 1605年 - 1621年               | 1605年4月8日 - 1665年9月17日   | フェリペ3世の長男。後のスペイン王フェリペ4世。        |
|      | バルタサール・カルロス 1629年 - 1646年 | 1629年10月17日 - 1646年3月9日  | フェリペ4世の長男。                                   |
|      | フェリペ・プロスペロ 1657年 - 1661年   | 1657年11月20日 - 1661年11月1日 | バルタサール・カルロスの弟。                          |
|      | カルロス 1661年 - 1665年               | 1661年11月6日 - 1700年11月1日  | フェリペ・プロスペロの弟。後のスペイン王カルロス2世。 |

### バビエラ家
| 肖像 | 名前                               | 生没年                        | 付記                                        |
| ---- | ---------------------------------- | ----------------------------- | ------------------------------------------- |
|      | ホセ・フェルナンド 1698年 - 1699年 | 1692年10月28日 - 1699年2月6日 | カルロス2世の姉マルガリータ・テレーザの孫。 |

### ボルボン家
| 肖像 | 名前                         | 生没年                         | 付記                                                                        |
| ---- | ---------------------------- | ------------------------------ | --------------------------------------------------------------------------- |
|      | ルイス 1709年 - 1724年       | 1707年8月25日 - 1724年8月31日  | マルガリータ・テレーザの姉マリー・テレーズの曾孫。後のスペイン王ルイス1世。 |
|      | フェルナンド 1724年 - 1746年 | 1713年9月23日 - 1759年8月10日  | ルイス1世の弟。後のスペイン王フェルナンド6世。                              |
|      | カルロス 1759年 - 1788年     | 1748年11月11日 - 1819年1月20日 | フェルナンド6世の甥。後のスペイン王カルロス4世。                            |
|      | フェルナンド 1788年 - 1808年 | 1784年10月14日 - 1833年9月29日 | カルロス4世の長男。後のスペイン王フェルナンド7世。                          |

### ボナパルテ家
| 肖像 | 名前                     | 生没年                      | 付記                      |
| ---- | ------------------------ | --------------------------- | ------------------------- |
|      | セナイダ 1808年 - 1813年 | 1801年7月8日 - 1854年8月8日 | スペイン王ホセ1世の次女。 |

### ボルボン家
| 肖像 | 名前                         | 生没年                          | 付記                                                 |
| ---- | ---------------------------- | ------------------------------- | ---------------------------------------------------- |
|      | イサベル 1830年 - 1833年     | 1830年10月10日 - 1904年4月10日  | フェルナンド7世の長女。後のスペイン女王イサベル2世。 |
|      | イサベル 1851年 - 1857年     | 1851年12月20日 - 1931年4月23日  | イサベル2世の長女。                                  |
|      | アルフォンソ 1857年 - 1870年 | 1857年11月28日 - 1885年11月25日 | イサベルの弟。後のスペイン王アルフォンソ12世。       |

### サボヤ＝アオスタ家
| 肖像 | 名前                                   | 生没年                       | 付記                                                                   |
| ---- | -------------------------------------- | ---------------------------- | ---------------------------------------------------------------------- |
|      | マヌエル・フィリベルト 1871年 - 1873年 | 1869年1月13日 - 1931年7月4日 | スペイン王アマデオ1世の長男。カルロス4世の姉マリア・ルドヴィカの玄孫。 |

### ボルボン家
| 肖像 | 名前                                         | 生没年                         | 付記                                                   |
| ---- | -------------------------------------------- | ------------------------------ | ------------------------------------------------------ |
|      | イサベル 1875年 - 1880年（再承）             | 1851年12月20日 - 1931年4月23日 | アルフォンソ12世の姉。                                 |
|      | マリア・デ・ラス・メルセデス 1880年 - 1904年 | 1880年9月14日 - 1904年10月17日 | イサベルの姪。アルフォンソ12世の長女。                 |
|      | アルフォンソ・マリア 1904年 - 1907年         | 1901年11月30日 - 1964年2月3日  | マリア・デ・ラス・メルセデスの長男。                   |
|      | アルフォンソ 1907年 - 1933年                 | 1907年5月10日 - 1938年9月6日   | アルフォンソ・マリアの従弟。                           |
|      | フアン （1933年 - 1941年）                   | 1913年6月20日 - 1993年4月1日   | アルフォンソの弟。後のスペイン追尊王フアン3世。        |
|      | フアン・カルロス （1941年 - 1975年）         | 1938年1月5日 -                 | フアン3世の長男。後のスペイン王フアン・カルロス1世。   |
|      | フェリペ 1977年 - 2014年                     | 1968年1月30日 -                | フアン・カルロス1世の長男。後のスペイン王フェリペ6世。 |
|      | レオノール 2014年 -                          | 2005年10月31日 -               | フェリペ6世の長女。                                    |